# Sédonoudé Abouta
Sédonoudé Janvier Abouta (arabisch سيدونودي أبوتا, * 1. Januar 1981) ist ein ehemaliger malischer Fußballspieler. Der Stürmer nahm mit der malischen Fußballnationalmannschaft an den Olympischen Sommerspielen 2004 in Athen teil.

## Karriere
Abouta war 2004 Mitglied der malischen Fußballnationalmannschaft bei den Olympischen Sommerspielen. Das Team kam ins Viertelfinale, verlor aber gegen Italien und kam so auf Rang 5.
Abouta trat mit der Mannschaft auch beim Afrika-Cup 2004 in Tunesien an.